# Aphaena vicina
Aphaena vicina är en insektsart som beskrevs av Victor Lallemand 1956. Aphaena vicina ingår i släktet Aphaena och familjen lyktstritar.
Artens utbredningsområde är Vietnam. Inga underarter finns listade i Catalogue of Life.